# The Haverbrook Disaster
The Haverbrook Disaster war eine 2008 gegründete Hardcore-Punk-Band aus Karlsruhe. Die Gruppe gab am 20. Oktober 2013 ihre Auflösung bekannt.

## Geschichte
The Haverbrook Disaster wurde 2008 in Karlsruhe gegründet und bestand aus Andreas Villhauer (Gesang), Yannick Gentner (Schlagzeug), Andreas Hormuth (E-Gitarre), Philipp Teuber (E-Gitarre), sowie aus Christian Tenzinger (E-Bass), der Lukas Nentwich (2008–2013) ersetzt hat. Die Gruppe stand zuletzt bei Let It Burn Records aus München unter Vertrag und veröffentlichte zwei Studioalben unter dem Label.
Das Debütalbum Hopeward Bound erschien 2011. Eine Split-CD mit der Gruppe Demoraliser folgte 2012. Im April 2013 erfolgte die Veröffentlichung des zweiten Albums, das Weather the World heißt. Kurz vorher erschien die EP The Chosen Few. Die Digitalversionen des Albums werden über Acuity Music vertrieben.
2010 spielte die Band auf dem Mini-Rock-Festival in Horb am Neckar. Am 27. September 2012 war die Gruppe als „Schrank-Band“ bei neoParadise auf ZDFneo zu sehen.
Im Juni 2011 spielte die Gruppe auf dem Imperial Never Say Die! Open Air im Exzellenzhaus in Trier. Dort trat die Band mit Parkway Drive, Madball, Shai Hulud, Protest the Hero, Deez Nuts und We Set the Sun auf. Zwischen dem 19. April und 4. Mai 2013 tourte die Band mit Stick to Your Guns, First Blood und Hundredth durch Deutschland, Österreich und die Schweiz.
Am 20. Oktober 2013 gab die Band ihre Auflösung bekannt.

## Diskografie

### EPs
- 2008: Hold Your Breath (Eigenproduktion)
- 2009: What’s Gone Is Gone (Eigenproduktion)
- 2013: The Chosen Few (Let It Burn Records)

### Split-CDs
- 2012: Split mit Demoraliser

### Alben
- 2011: Hopeward Bound (Let It Burn Records)
- 2013: Weather the World (Let It Burn Records)